# Cobalamină
Cobalamina sau vitamina B12 este o vitamină hidrosolubilă implicată în metabolismul fiecărei celule din corpul uman: este un cofactor în sinteza ADN, dar și în metabolismul acizilor grași și al aminoacizilor. Are implicații importante în funcționarea normală a sistemului nervos prin sinteza de mielină, și în dezvoltarea globulelor roșii în măduvă osoasă.
Vitamina B12 are cea mai mare moleculă și cea mai complexă din punct de vedere structural, dintre toate vitaminele. Aceasta este reprezentată de patru forme aproape identice din punct de vedere chimic, denumite vitamere: cianocobalamină, hidroxocobalamină, adenozilcobalamină și metilcobalamină. Ciancobalamina și hidroxicobalamina sunt utilizate pentru a preveni sau trata deficitul vitaminic; odată absorbite, ele sunt convertite la adenozil- și metilcobalamină, care sunt formele active biologic. Indiferent de formă, toate vitaminele B12 conțin elementul cobalt (simbolul Co) poziționat în centrul nucleului denumit corină. Singurele organisme care pot sintetiza vitamina B12 sunt anumite bacterii și arhee, iar ca parte a florei intestinale pot produce B12 la nivel intern.

## Descoperire
Vitamina B12 a fost descoperită în 1926. 

## Rol
- participă activ la metabolismul proteinelor, lipidelor și glucidelor;
- contribuie la funcționarea normală a celulelor, în special a celor din măduva osoasă;
- are rol benefic asupra sistemului nervos și a traiectului gastrointestinal;
- acționează în mod esențial în formarea globulelor roșii la nivelul oaselor, în sinteza proteinelor care participă la edificarea diferitelor țesuturi, precum și în sinteza proteinelor.

## Utilizarea în medicină
- Tratamentul anemiei megaloblastice.

## Diagnostic
Având în vedere că nu există un test gold standard pentru identificarea deficienței de vitamină B12, mai multe teste de laborator sunt efectuate pentru a confirma diagnosticul prezumtiv.
Utilizarea nivelului seric al vitaminei B12 nu este cel mai potrivit, deoarece reprezintă un element tardiv, relativ fără sensibilitate sau specificitate.
Acidul metilmalonic din urină sau plasmă este considerat un marker funcțional al vitaminei B12, deoarece el crește atunci când rezervele de vitamină B12 sunt epuizate. Adesea, homocisteina este determinată în plus față de acidul metilmalonic pentru o mai bună evaluare. Cu toate acestea, nivelurile crescute de acid metilmalonic pot indica, de asemenea, boala metabolică frecvent omisă și anume, aciduria malonică și metilmalonică combinată (CMAMMA).
Cel mai timpuriu marker al deficienței de vitamină B12 este nivelul scăzut de holotranscobalamină, care reprezintă un complex format din vitamina B12 și proteina sa transportoare.

## Substanțe bogate în B12
- Ficatul;
- Peștele;
- Cașcavalul;
- Ouăle;
- Lapte.